# 行路难（其一）
这首诗是唐代诗人李白的“行路难”三首诗中的第一首，表达了诗人在面对生活中的困境时的失落与迷茫，但最终又对未来充满希望。

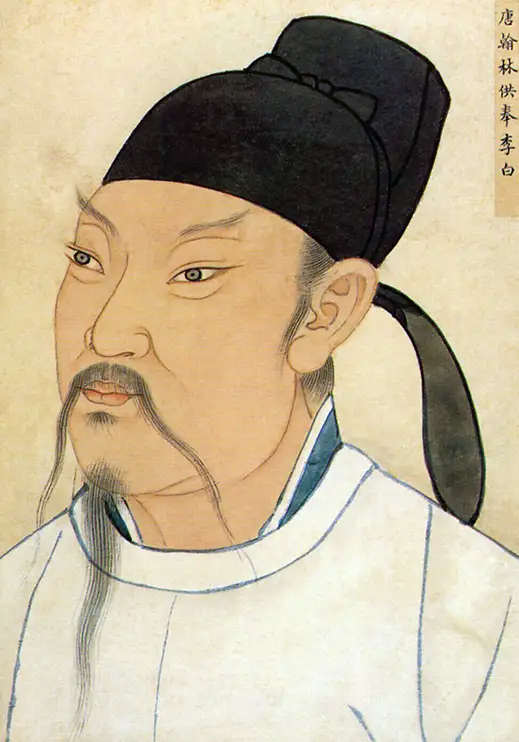
李白畫像

## 写作背景
《行路难（其一）》写于公元744年，李白被奸臣诋毁，在满怀愤慨的情况下被迫离开京城。诗人早年怀抱报国之志，希望能通过仕途建功立业。然而，经历了入朝后遭受排挤和放逐的失落，李白逐渐认识到仕途的艰难与复杂，满怀的理想和抱负无法施展。这首诗便是在这种背景下创作的，反映了他内心的矛盾、彷徨与希望。

## 全文
|  | 金樽清酒斗十千，玉盘珍羞直万钱。 停杯投箸不能食，拔剑四顾心茫然。 欲渡黄河冰塞川，将登太行雪满山。 闲来垂钓碧溪上，忽复乘舟梦日边。 行路难！行路难！多歧路，今安在？ 长风破浪会有时，直挂云帆济沧海。 |

## 翻译
| 行路难（其一） | 行路难（其一）   | 行路难（其一）                           | 行路难（其一） |
| 聯             | 原文             | 白話翻譯                                 |                |
| -------------- | ---------------- | ---------------------------------------- | -------------- |
| 首 聯          | 金樽清酒斗十千   | 酒杯里盛着价格昂贵的清醇美酒             |                |
| 首 聯          | 玉盘珍羞直万钱   | 盘子里装满价值万钱的佳肴                 |                |
| 首 聯          | 停杯投箸不能食   | 我放下杯子和筷子，不能下咽               |                |
| 首 聯          | 拔剑四顾心茫然   | 拔剑起舞环顾四周，心里茫然               |                |
| 頷 聯          | 欲渡黄河冰塞川   | 想渡黄河，坚冰阻塞大川                   |                |
| 頷 聯          | 将登太行雪满山   | 想登太行山，却被满山的白雪阻拦           |                |
| 颈 聯          | 闲来垂钓碧溪上   | 想像姜尚那样闲暇时坐在碧溪边垂钓         |                |
| 颈 聯          | 忽复乘舟梦日边   | 忽然又想像伊尹那样在梦中乘船从太阳边经过 |                |
| 尾 聯          | 行路难！行路难！ | 行路难啊，行路难啊                       |                |
| 尾 聯          | 多歧路，今安在？ | 岔路这么多，如今身在何处                 |                |
| 尾 聯          | 长风破浪会有时   | 坚信总会有乘风破浪的那一天               |                |
| 尾 聯          | 直挂云帆济沧海   | （那时）我将扬起云帆远渡沧海             |                |

## 赏析
```
 《行路难》多写世道艰难，表达离情别意。李白《行路难》共三首，
蘅塘退士
辑选其一。诗以“行路难”比喻世道险阻，抒写了诗人在政治道路上遭遇艰难时，产生的不可抑制的激愤情绪；但他并未因此而放弃远大的政治理想，仍盼着总有一天会施展自己的抱负，表现了他对人生前途乐观豪迈的气概，充满了积极浪漫主义的情调。
[
3
]
```

## 主题与意义
这首诗表达了李白面对人生挫折时的苦闷与彷徨，同时也传递了他对未来的坚定信念与乐观态度。诗中的“长风破浪会有时，直挂云帆济沧海”更是成为后人传颂的名句，象征着积极进取、勇敢面对困难的精神。

## 影响与评价
李白的《行路难》不仅在当时为人称道，也成为后代许多文人墨客借以抒发抱负、面对挫折时引用的名篇。诗中不仅有对困境的感慨，也有对未来的信心，充分体现了李白豪放不羁、乐观豁达的个性。

## 相关典故
姜太公垂钓
指的是姜子牙（姜太公）在渭水河边垂钓，被周文王礼遇重用，最后辅佐建立周朝，表示隐士的等待与理想的实现。
伊尹梦舟
伊尹通过隐士身份获得商汤的重用，最终辅佐他建立了商朝。这个典故同样象征着隐士的抱负与等待机会。